# Banyoles (jezioro)
Banyoles – jezioro w północno-wschodniej Katalonii, w Hiszpanii. Na brzegu rzeki znajduje się miasto Banyoles.

## Położenie
Nazwa jeziora pochodzi od miasta o tej samej nazwie. Tak samo, jak miasto Banyoles leży na tym samym obszarze, w powiecie Pla de l’Estany, w prowincji Girona, w Katalonii. Od strony brzegu wschodniego graniczy z gminą Porqueres.
Jezioro ma około 2 100 metrów długości od północy na południe, maksymalnie 750 metrów szerokości i obejmuje obszar 1,12 kilometrów ². Jego średnia głębokość wynosi 15 metrów, a najgłębsze miejsce mierzy 46,4 metry. Jezioro znajduje się w dolinie i przez to nie posiada odpływu. Ma wiele małych dopływów takich, jak: Rec d'en Morgat, Riera del Vilar, Rec Majo, Rec de la Font Pudusa i Rec de les Ustunes. Ma obwód 9,13 kilometrów.

## Flora i Fauna
Jezioro Banyoles posiadało zarówno rodzime, jak i importowane gatunki ryb. Między innymi: karpie, wzdręgi, słodkowodne-ślizgowate, bassy słoneczne, liny, bassy wielkogębowe i węgorze europejskie. W jeziorze znajdowały się też inne gatunki ryb, na przykład: szczupaki pospolite i karasie chińskie, które zostały importowane w XIX wieku. Jednak w poprzednich badaniach, w jeziorze nie znaleziono ani jednego gatunku ryb, wymienionego powyżej.

## Zabytki i turystyka

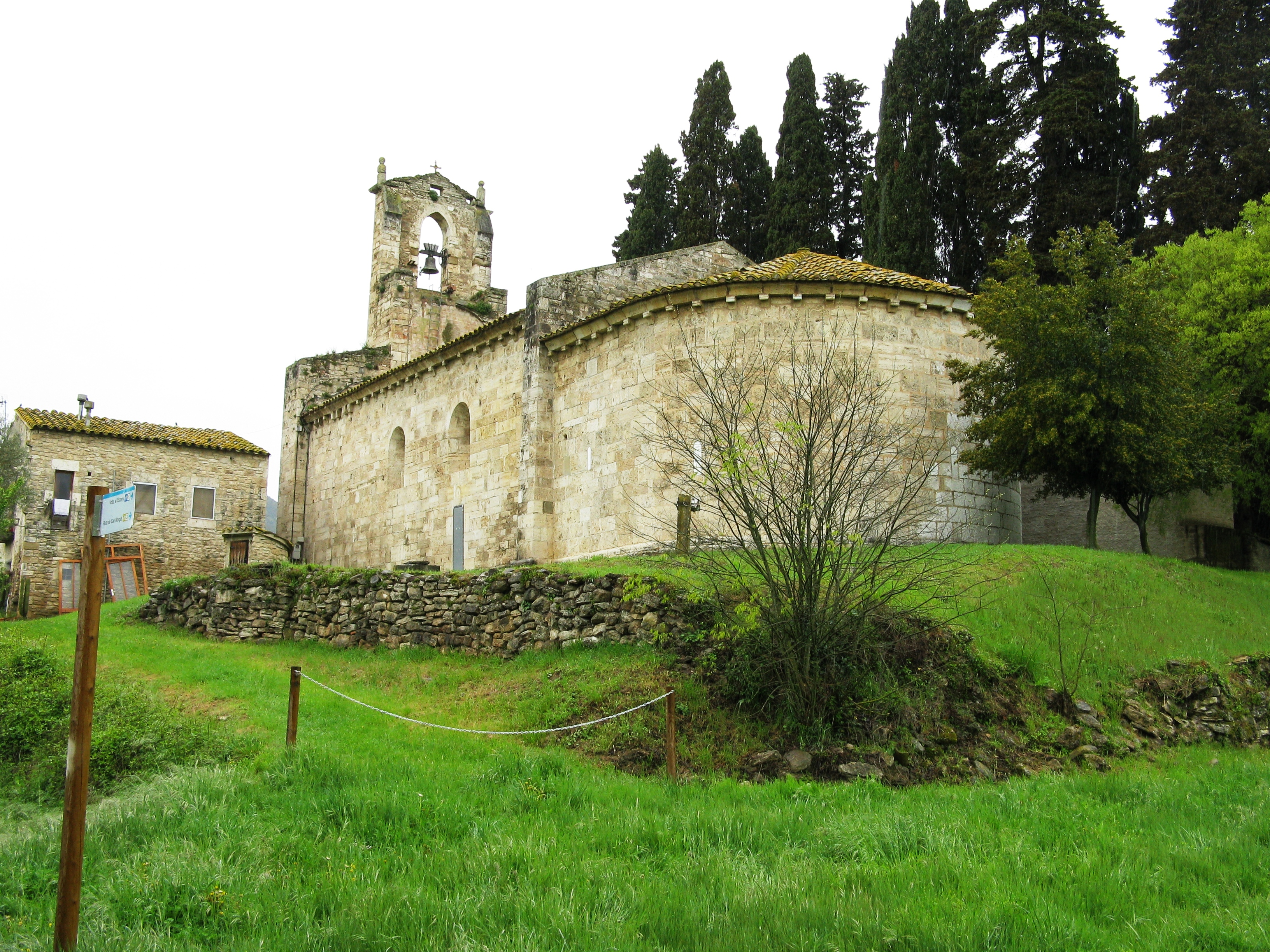
Kościół Santa Maria de Porqueres z XII wieku

- Na zachodnim brzegu obszaru gminy Porqueres znajduje się kościół w stylu romańskim, Santa Maria de Porqueres;
- Jezioro Banyoles jest znaczącym celem turystycznym i miejscem sportów wodnych.

Sport wodny
Jezioro Banyoles znane jest z wioślarskich konkursów na Letnich Igrzyskach Olimpijskich w 1992, w Barcelonie i z Mistrzostw Świata w Wioślarstwie, w 2004. Jest także popularnym miejscem treningowym dla wielu turystów, szczególnie dla  wioślarzy, mówiących w języku angielskim.
8 października 1998 na jeziorze zatonęła łódź wycieczkowa z 141 turystami, z Francji. 22 osoby zginęły, a 38 osób zostało rannych.

## Galeria

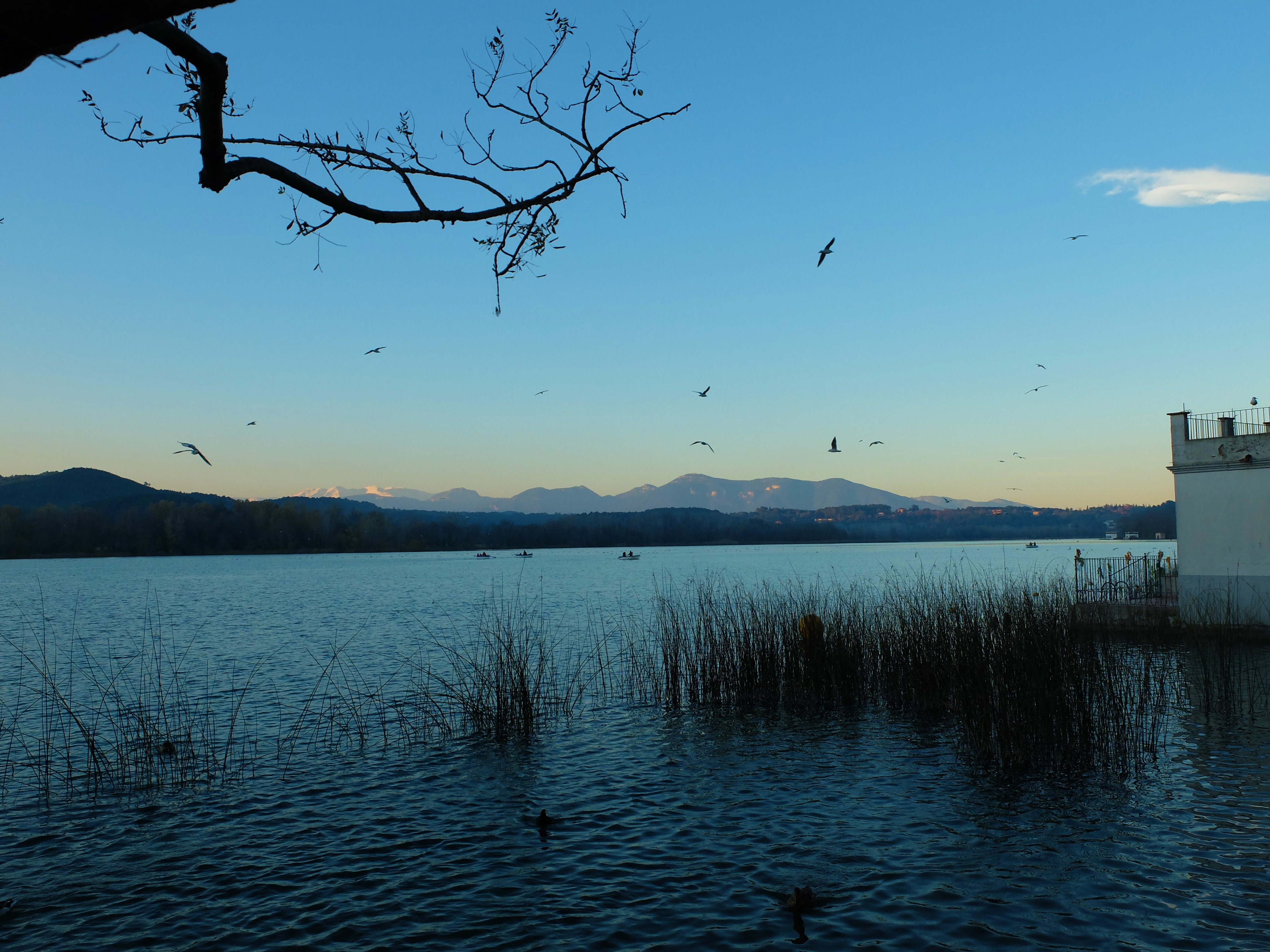
Jezioro Banyoles
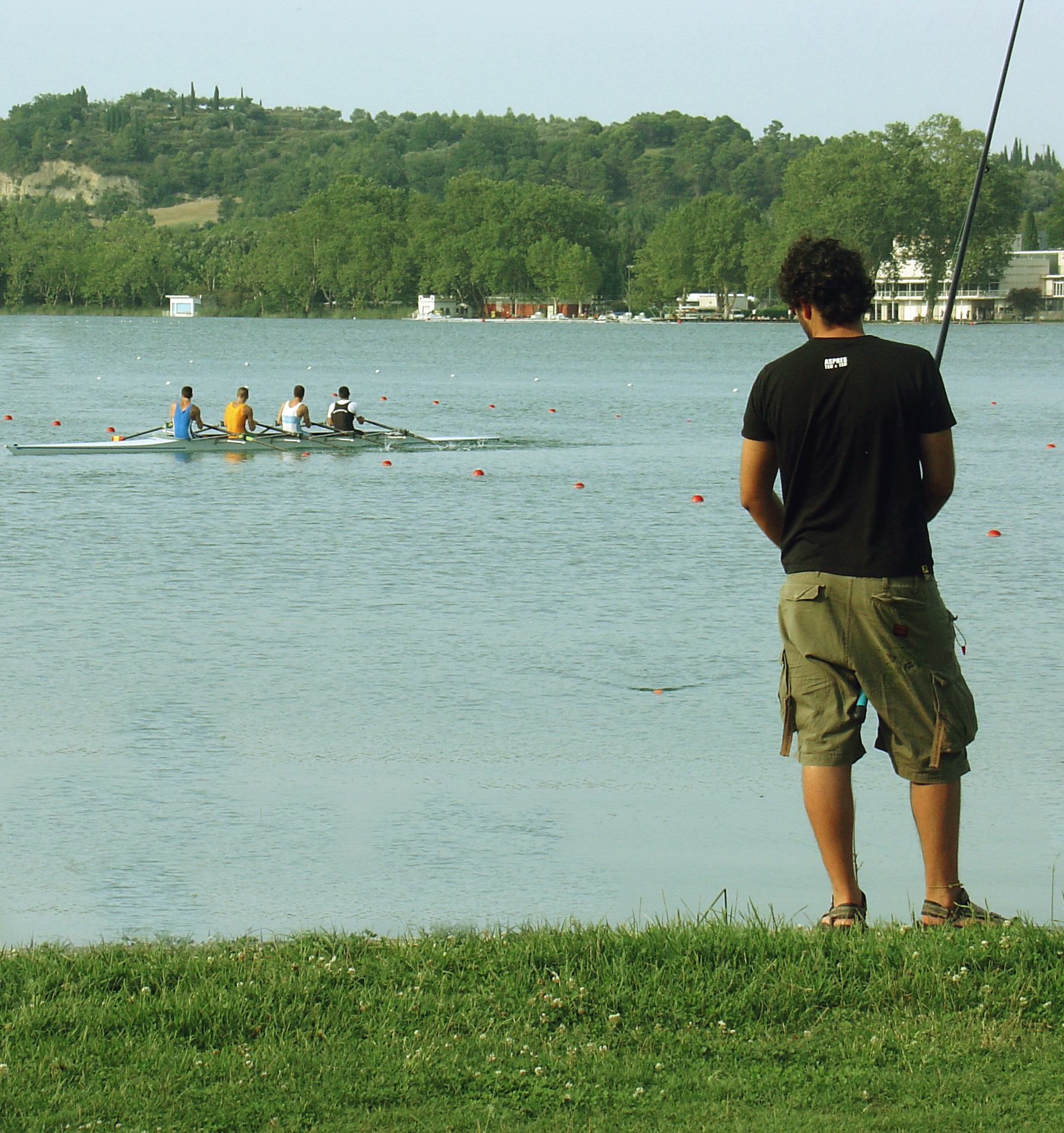
Szkolenie hiszpańskiej drużyny narodowej na jeziorze Banyoles
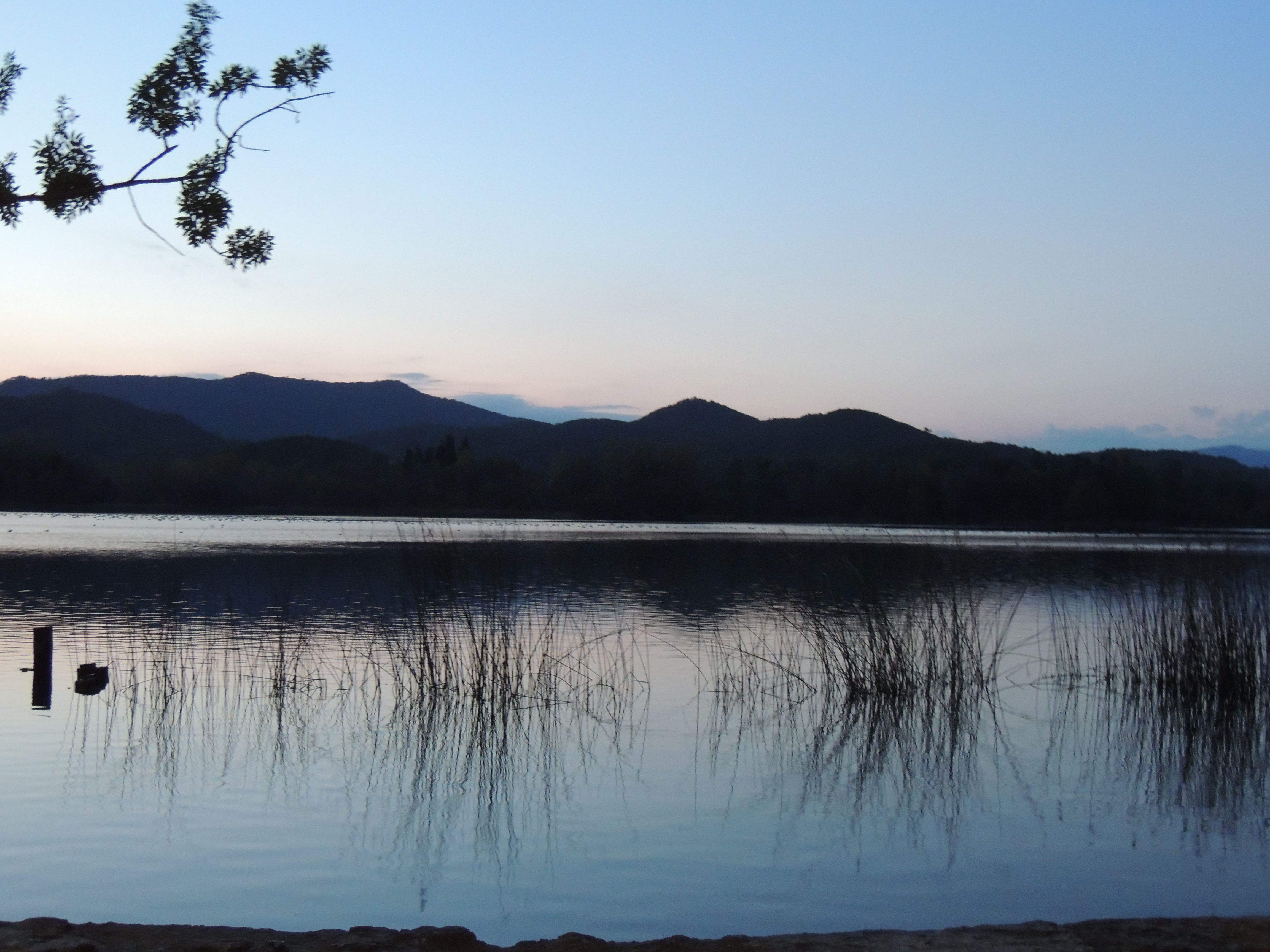
Jezioro Banyoles – panorama